# 시야 베야즈 아슈크
《시야 베야즈 아슈크》(튀르키예어: Siyah Beyaz Aşk)는 터키의 텔레비전 드라마이다.